# Società Sportiva Lazio 2022-2023
Questa voce raccoglie le informazioni riguardanti la Società Sportiva Lazio nelle competizioni ufficiali della stagione 2022-2023.

## Stagione

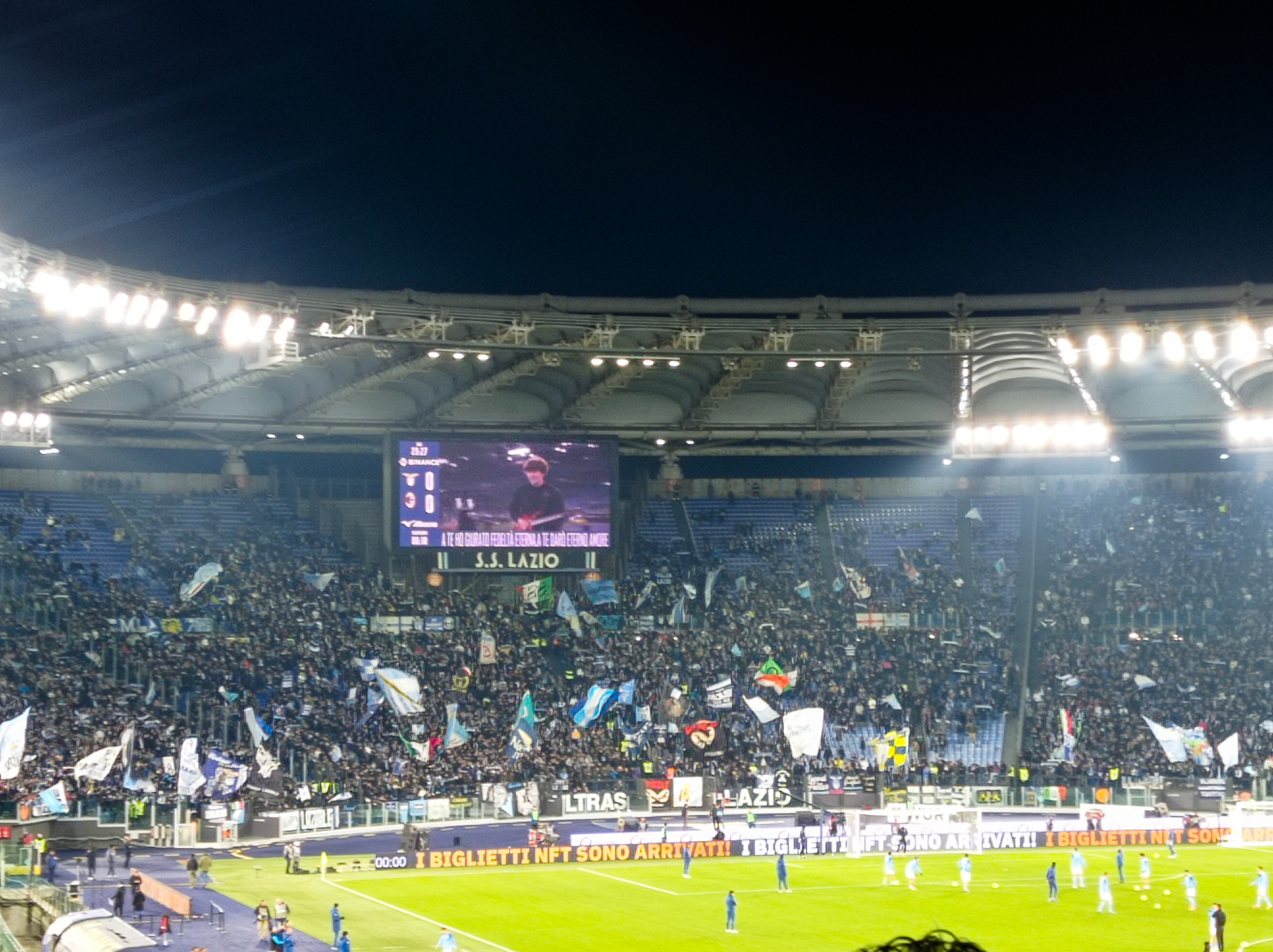
La "Nord" dell'Olimpico prima della goleada interna al (4-0), 24 gennaio 2023.

La stagione 2022-2023 (l'80ª in Serie A, la 35ª consecutiva) è la seconda di Maurizio Sarri sulla panchina biancoceleste. La stagione ufficiale della Lazio inizia allo Stadio Olimpico di Roma il 14 agosto 2022, con la vittoria in rimonta 2-1 sul Bologna. Intanto, in Europa League la Lazio viene sorteggiata nel girone F dove si trovano gli austriaci del Sturm Graz, i danesi del Midtjylland e soprattutto gli olandesi del Feyenoord (già finalista dell'edizione inaugurale della Conference League); l'esordio europeo arriva l'8 settembre con la vittoria casalinga proprio sugli olandesi per 4-2, partita dove i biancocelesti collezionano la loro centesima vittoria nelle coppe europee. Al termine di un girone equilibrato, che ha visto l'arrivo di tutte le quattro squadre a quota 8 punti, e a seguito della sconfitta per 1-0 all'ultima giornata in casa del Feyenoord, la Lazio si posiziona al terzo posto per la differenza reti, venendo eliminata dalla competizione e retrocessa agli spareggi di Conference League, dove incontrerà il club rumeno del CFR Cluj.
In campionato la Lazio inanella una serie di risultati positivi, registrando 6 clean sheet consecutivi dalla sesta all'undicesima giornata, permettendo al portiere Ivan Provedel di attestarsi al terzo posto assoluto per minuti di imbattibilità consecutivi nella storia della società capitolina, con 620 minuti senza subire reti. La serie si interrompe con la sconfitta casalinga per 1-3 con la Salernitana. Nella giornata successiva i biancocelesti si aggiudicano il derby della capitale, battendo i concittadini della Roma per 1-0 grazie ad una rete di Felipe Anderson. La Lazio chiude l'anno solare con la sconfitta per 3-0 in casa della Juventus in campionato, chiudendo prima della sosta per i Mondiali in Qatar al quarto posto in classifica.
Dopo la sosta Mondiali, la Lazio perde per 2-1 in casa del Lecce e pareggia per 2-2 contro l'Empoli, salvo poi riscuotersi e battere per 2-0 il Sassuolo e terminare il girone d'andata con uno strepitoso 4-0 contro il Milan che permette ai laziali di chiudere al terzo posto. In Coppa Italia, i laziali battono invece il Bologna per 1-0 agli ottavi, e in seguito inaugurano il loro girone di ritorno pareggiando 1-1 contro la Fiorentina. Il 2 febbraio 2023, però, la Lazio viene eliminata dalla Coppa Italia perdendo 1-0 contro la Juventus. Il 16 i biancocelesti esordiscono in Conference League vincendo per 1-0 l'andata degli spareggi contro il CFR Cluj, che poi eliminano a seguito di un pareggio per 0-0, ma vengono eliminati agli ottavi di finale dagli olandesi dell'AZ Alkmaar dopo una doppia sconfitta per 2-1. La domenica successiva la squadra si riscatta in campionato, vincendo il secondo derby stagionale contro la Roma sempre per 1-0, con gol di Mattia Zaccagni. il 3 maggio successivo, in occasione della vittoria casalinga per 2-0 con il Sassuolo, La squadra registra il 19simo clean sheet stagionale in campionato, record assoluto nella storia della società capitolina. Alla 36ª giornata, i biancocelesti battono di misura l'Udinese in trasferta per 1-0, e, dopo la sentenza della Corte d'Appello della FIGC, che infligge 10 punti di penalizzazione alla Juventus per il caso plusvalenze, la Lazio si qualifica matematicamente alla successiva Champions League, per la terza volta nell'era Lotito. Alla penultima giornata, la Lazio vince contro la Cremonese per 3-2, nell'ultima partita casalinga, chiudendo il campionato nei primi tre posti, dopo otto anni. Dopo 24 anni, ritorna al secondo posto, vincendo contro l'Empoli fuori casa per 2-0, registrando anche il 21º clean sheet in campionato, con il portiere Ivan Provedel che eguaglia il record assoluto di Gianluigi Buffon risalente alla stagione 2010-2011 con la Juventus. Il secondo posto in campionato qualifica i capitolini anche alla Supercoppa italiana 2023, prima edizione con il nuovo formato che prevede la partecipazione di 4 squadre: le prime due qualificate in campionato e le due finaliste di Coppa Italia.

## Divise e sponsor
Esordisce in questa stagione come sponsor tecnico la società giapponese Mizuno. Confermato come sponsor ufficiale per la stagione 2022-2023 Binance, piattaforma di scambio di criptovalute. Nella serata del 4 luglio 2022 sono state presentate durante un evento tenutosi a Roma, in Piazza del Popolo, le maglie home e away. La terza maglia è stata presentata il 19 luglio, durante il ritiro di Auronzo di Cadore. Dalla 19ª giornata di campionato di Serie A, e per tutte le gare casalinghe, è presente lo sleeve sponsor AIRFire, azienda italiana che esercita attività di ricerca e sviluppo nell’ambito della sicurezza e prevenzione degli incendi. In occasione di Lazio-Roma del 19 marzo 2023 è presente come back shirt sponsor Paideia International Hospital. Il 16 maggio la società ha presentato, tramite i propri canali social, una maglia celebrativa del decennale della vittoria della Coppa Italia 2012-2013 contro la Roma. La divisa è stata indossata dai giocatori nella sfida di campionato contro la Cremonese del 28 maggio, ultima partita casalinga stagionale della Lazio.
| Casa | Trasferta | Terza divisa |

## Organigramma societario
Dal sito internet ufficiale della società.
Area direttiva
Consiglio di gestione
- Presidente: Claudio Lotito
- Consigliere: Marco Moschini

Consiglio di sorveglianza
- Presidente: Alberto Incollingo
- Vicepresidente: Fabio Bassan
- Consiglieri: Vincenzo Sanguigni, Monica Squintu, Silvia Venturini

Area organizzativa
- Direttore Sportivo: Igli Tare
- Segretario Generale: Armando Antonio Calveri
- Direzione Amm.va e Controllo di Gestione / Investor Relator: Marco Cavaliere
- Direzione Legale e Contenziosi: Francesca Miele
- Direzione Organizzativa Centro Sportivo di Formello, Uffici, Country Club, Stadio: Giovanni Russo
- S.L.O. / Supporter Liaison Officer: Giampiero Angelici
- D.A.O. / Disability Access Officer: Giampiero Angelici
- Delegato Sicurezza Stadio: Alessandro Bracci
- R.S.P.P.: Sergio Pinata
- Responsabile Biglietteria: Angelo Cragnotti
- Direttore Generale Settore Giovanile: Enrico Lotito
- Direttore Sportivo Primavera: Angelo Mariano Fabiani
- Direzione Settore Giovanile: Alberto Bianchi
- Segretario Settore Giovanile: Giuseppe Lupo

Area marketing
- Coordinatore Marketing, Sponsorizzazioni ed Eventi: Marco Canigiani
- Area Marketing: Massimiliano Burali d'Arezzo, Laura Silvia Zaccheo
- Area Licensing e Retail: Valerio D'Attilia

Area comunicazione
- Responsabile della Comunicazione e Portavoce del Presidente: Roberto Rao

Area tecnica
- Allenatore: Maurizio Sarri
- Allenatore in seconda: Giovanni Martusciello
- Collaboratori tecnici: Marco Ianni, Mattia Pasqui, Gianni Picchioni
- Preparatori dei portieri: Adalberto Grigioni, Massimo Nenci
- Preparatore atletico: Alessandro Fonte, Davide Losi, Davide Ranzato
- Match analyst: Enrico Allavena
- Team Manager: Stefan Derkum
- Dirigente addetto arbitri: Marco Gabriele
- Magazzinieri: Mauro Patrizi, Stefano Delle Grotti, Walter Pela

Area sanitaria
- Direttore sanitario: dott. Ivo Pulcini
- Coordinatore area medica: dott. Fabio Rodia
- Medico sociale: dott. Francesco Colautti
- Recupero infortunati: Giuseppe Malizia
- Fisioterapisti: Christian Marsella, Umberto Mei, Daniele Misseri, Silvio Rossi, Gianni Scappini, Luca Zampa
- Osteopata: dott. Maurizio Brecevich

## Rosa
Rosa e numerazione aggiornate al 28 maggio 2023.
| N. |                       | Ruolo | Calciatore               |
| -- | --------------------- | ----- | ------------------------ |
| 1  | Portogallo (bandiera) | P     | Luís Maximiano           |
| 3  | Italia (bandiera)     | D     | Luca Pellegrini          |
| 4  | Spagna (bandiera)     | D     | Patric                   |
| 5  | Uruguay (bandiera)    | C     | Matías Vecino            |
| 6  | Brasile (bandiera)    | C     | Marcos Antônio           |
| 7  | Brasile (bandiera)    | C     | Felipe Anderson          |
| 9  | Spagna (bandiera)     | A     | Pedro                    |
| 10 | Spagna (bandiera)     | C     | Luis Alberto             |
| 11 | Italia (bandiera)     | A     | Matteo Cancellieri       |
| 13 | Italia (bandiera)     | D     | Alessio Romagnoli        |
| 15 | Italia (bandiera)     | D     | Nicolò Casale            |
| 16 | Serbia (bandiera)     | D     | Dimitrije Kamenović      |
| 17 | Italia (bandiera)     | A     | Ciro Immobile (capitano) |
| 18 | Argentina (bandiera)  | C     | Luka Romero              |
| 20 | Italia (bandiera)     | C     | Mattia Zaccagni          |

| N. |                       | Ruolo | Calciatore                              |
| -- | --------------------- | ----- | --------------------------------------- |
| 21 | Serbia (bandiera)     | C     | Sergej Milinković-Savić (vice capitano) |
| 23 | Albania (bandiera)    | D     | Elseid Hysaj                            |
| 26 | Romania (bandiera)    | D     | Ștefan Radu                             |
| 27 | Spagna (bandiera)     | A     | Raúl Moro                               |
| 29 | Italia (bandiera)     | C     | Manuel Lazzari                          |
| 31 | Lituania (bandiera)   | P     | Marius Adamonis                         |
| 32 | Italia (bandiera)     | C     | Danilo Cataldi                          |
| 34 | Spagna (bandiera)     | D     | Mario Gila                              |
| 50 | Italia (bandiera)     | C     | Marco Bertini                           |
| 77 | Montenegro (bandiera) | D     | Adam Marušić                            |
| 88 | Croazia (bandiera)    | C     | Toma Bašić                              |
| 94 | Italia (bandiera)     | P     | Ivan Provedel                           |
| 96 | Algeria (bandiera)    | C     | Mohamed Fares                           |
| 99 | Suriname (bandiera)   | C     | Djavan Anderson                         |

## Calciomercato

### Sessione estiva(dall'1/7 all'1/9)
| Acquisti         | Acquisti           | Acquisti         | Acquisti                                                                  |
| R.               | Nome               | da               | Modalità                                                                  |
| ---------------- | ------------------ | ---------------- | ------------------------------------------------------------------------- |
| P                | Luís Maximiano     | Granada          | definitivo (10,3 milioni €)                                               |
| P                | Ivan Provedel      | Spezia           | definitivo (2,4 milioni € + 300000 € di bonus)                            |
| D                | Nicolò Casale      | Verona           | definitivo (6,6 milioni € + 3 milioni € di bonus)                         |
| D                | Mario Gila         | Real M. Castilla | definitivo (6,3 milioni €)                                                |
| D                | Alessio Romagnoli  | -                | svincolato                                                                |
| C                | Djavan Anderson    | PEC Zwolle       | fine prestito                                                             |
| C                | Mohamed Fares      | Torino           | fine prestito                                                             |
| C                | Marcos Antônio     | Šachtar          | definitivo (7,6 milioni € + 2 milioni € di bonus)                         |
| C                | Matías Vecino      | -                | svincolato                                                                |
| A                | Matteo Cancellieri | Verona           | prestito con obbligo di riscatto (6,6 milioni € + 1,5 milioni € di bonus) |
| Altre operazioni |                    |                  |                                                                           |
| R.               | Nome               | da               | Modalità                                                                  |
| P                | Marco Alia         | Monterosi Tuscia | fine prestito                                                             |
| D                | Nicolò Armini      | Piacenza         | fine prestito                                                             |
| D                | Tiago Casasola     | Cremonese        | fine prestito                                                             |
| D                | Riza Durmisi       | Sparta Rotterdam | fine prestito                                                             |
| D                | Jordan Lukaku      | L.R. Vicenza     | fine prestito                                                             |
| D                | Angelo Ndreçka     | Teramo           | fine prestito                                                             |
| D                | Mattia Novella     | Monopoli         | fine prestito                                                             |
| D                | Denis Vavro        | Copenaghen       | fine prestito                                                             |
| C                | Emanuele Cicerelli | Frosinone        | fine prestito                                                             |
| C                | Gonzalo Escalante  | Alavés           | fine prestito                                                             |
| C                | Jony               | Sporting Gijón   | fine prestito                                                             |
| C                | Sofian Kiyine      | Venezia          | fine prestito                                                             |
| C                | Fabio Maistro      | Ascoli           | fine prestito                                                             |
| C                | Andrea Marino      | Piacenza         | fine prestito                                                             |
| C                | Biagio Morrone     | Monopoli         | fine prestito                                                             |
| C                | Mattia Zaccagni    | Verona           | riscatto obbligatorio del cartellino (7,1 milioni €)                      |
| A                | Bobby Adekanye     | Crotone          | fine prestito                                                             |
| A                | Cristiano Lombardi | Reggina          | fine prestito                                                             |
| A                | Vedat Muriqi       | Maiorca          | fine prestito                                                             |
| A                | Alessandro Rossi   | Monopoli         | fine prestito                                                             |

| Cessioni         | Cessioni               | Cessioni         | Cessioni                                              |
| R.               | Nome                   | a                | Modalità                                              |
| ---------------- | ---------------------- | ---------------- | ----------------------------------------------------- |
| P                | Pepe Reina             | -                | risoluzione consensuale                               |
| P                | Thomas Strakosha       | -                | svincolato                                            |
| D                | Francesco Acerbi       | Inter            | prestito con diritto di riscatto (3,5 milioni €)      |
| D                | Luiz Felipe            | -                | svincolato                                            |
| C                | Jean-Daniel Akpa-Akpro | Empoli           | prestito                                              |
| C                | Djavan Anderson        | Oxford Utd       | definitivo (gratuito)                                 |
| C                | Lucas Leiva            | -                | svincolato                                            |
| A                | Jovane Cabral          | Sporting Lisbona | fine prestito                                         |
| A                | Raúl Moro              | Ternana          | prestito oneroso (330000 € + 300000 € di bonus)       |
| Altre operazioni |                        |                  |                                                       |
| R.               | Nome                   | a                | Modalità                                              |
| P                | Marco Alia             | Monterosi Tuscia | definitivo (gratuito)                                 |
| P                | Alessio Furlanetto     | Renate           | prestito                                              |
| D                | Nicolò Armini          | Potenza          | prestito                                              |
| D                | Tiago Casasola         | Perugia          | definitivo                                            |
| D                | Riza Durmisi           | Leganés          | prestito                                              |
| D                | Luca Falbo             | Monopoli         | definitivo                                            |
| D                | Jordan Lukaku          | -                | svincolato                                            |
| D                | Angelo Ndreçka         | Pro Patria       | definitivo (gratuito)                                 |
| D                | Mattia Novella         | AZ Picerno       | prestito                                              |
| D                | Denis Vavro            | Copenaghen       | definitivo (4,2 milioni € + 500000 € di bonus)        |
| C                | Emanuele Cicerelli     | Reggina          | prestito con obbligo di riscatto                      |
| C                | Patryk Dziczek         | Piast Gliwice    | definitivo (gratuito)                                 |
| C                | Gonzalo Escalante      | Cremonese        | prestito con diritto di riscatto (6 milioni €)        |
| C                | Jony                   | Sporting Gijón   | rinnovo del prestito                                  |
| C                | Sofian Kiyine          | OH Lovanio       | definitivo (1,6 milioni €)                            |
| C                | Fabio Maistro          | SPAL             | definitivo (500000 €)                                 |
| C                | Biagio Morrone         | Recanatese       | definitivo (gratuito)                                 |
| A                | Bobby Adekanye         | Go Ahead Eagles  | definitivo (gratuito)                                 |
| A                | Joaquín Correa         | Inter            | riscatto obbligatorio del cartellino (27,3 milioni €) |
| A                | Cristiano Lombardi     | Triestina        | prestito con obbligo di riscatto                      |
| A                | Vedat Muriqi           | Maiorca          | definitivo (8 milioni € + 1,5 milioni € di bonus)     |
| A                | Alessandro Rossi       | Monterosi Tuscia | prestito                                              |

### Sessione invernale(dal 2/1 al 31/1)
| Acquisti         | Acquisti          | Acquisti  | Acquisti                                                                           |
| R.               | Nome              | da        | Modalità                                                                           |
| ---------------- | ----------------- | --------- | ---------------------------------------------------------------------------------- |
| D                | Luca Pellegrini   | Juventus  | prestito con diritto di riscatto (15 milioni €)                                    |
| Altre operazioni |                   |           |                                                                                    |
| R.               | Nome              | da        | Modalità                                                                           |
| D                | Riza Durmisi      | Leganés   | fine prestito                                                                      |
| C                | Gonzalo Escalante | Cremonese | fine prestito                                                                      |
| A                | Mahamadou Balde   | Nocerina  | definitivo                                                                         |
| A                | Diego González    | Celaya    | prestito con diritto ed obbligo di riscatto (1 milione € + 1,5 milioni € di bonus) |
| A                | Raúl Moro         | Ternana   | fine prestito                                                                      |

| Cessioni         | Cessioni            | Cessioni       | Cessioni                                         |
| R.               | Nome                | a              | Modalità                                         |
| ---------------- | ------------------- | -------------- | ------------------------------------------------ |
| D                | Dimitrije Kamenović | Sparta Praga   | prestito                                         |
| Altre operazioni |                     |                |                                                  |
| R.               | Nome                | a              | Modalità                                         |
| D                | Riza Durmisi        | Tenerife       | prestito                                         |
| C                | Gonzalo Escalante   | Cadice         | prestito con obbligo di riscatto (2,5 milioni €) |
| C                | Andrea Marino       | Fidelis Andria | prestito                                         |
| A                | Raúl Moro           | Real Oviedo    | prestito                                         |

## Risultati

### Serie A

#### Girone di andata
| Arbitro: | Massimi (Termoli) |

|                                      |           |                       |
| De Silvestri 68’ (aut.) Immobile 79’ | Marcatori | 38’ (rig.) Arnautović |

| Torino 20 agosto 2022, ore 18:30 CEST 2ª giornata | Torino            | 0 – 0 referto | Lazio | Stadio Olimpico Grande Torino (16 530 spett.)\| Arbitro: \| Piccinini (Forlì) \| |
| Arbitro:                                          | Piccinini (Forlì) |               |       |                                                                                  |

| Arbitro: | Fabbri (Ravenna) |

|                                                |           |              |
| Felipe Anderson 40’ Luis Alberto 75’ Pedro 86’ | Marcatori | 51’ Martínez |

| Arbitro: | Aureliano (Bologna) |

|                  |           |              |
| Gabbiadini 90+2’ | Marcatori | 21’ Immobile |

| Arbitro: | Sozza (Seregno) |

|             |           |                           |
| Zaccagni 4’ | Marcatori | 38’ Kim 61’ Kvaratskhelia |

| Arbitro: | Irrati (Pistoia) |

|                                 |           |  |
| Immobile 68’ Luis Alberto 90+5’ | Marcatori |  |

| Arbitro: | Orsato (Schio) |

|  |           |                                                          |
|  | Marcatori | 7’, 21’ (rig.) Immobile 45+2’ Milinković-Savić 79’ Pedro |

| Arbitro: | Sacchi (Macerata) |

|                                                           |           |  |
| Zaccagni 12’ A. Romagnoli 24’ Milinković-Savić 61’, 90+1’ | Marcatori |  |

| Arbitro: | Maresca (Napoli) |

|  |           |                                                         |
|  | Marcatori | 11’ Vecino 25’ Zaccagni 85’ Luis Alberto 90+1’ Immobile |

| Roma 16 ottobre 2022, ore 15:00 CEST 10ª giornata | Lazio          | 0 – 0 referto | Udinese | Stadio Olimpico (47 000 spett.)\| Arbitro: \| Colombo (Como) \| |
| Arbitro:                                          | Colombo (Como) |               |         |                                                                 |

| Arbitro: | Abisso (Palermo) |

|  |           |                                  |
|  | Marcatori | 10’ Zaccagni 52’ Felipe Anderson |

| Arbitro: | Manganiello (Pinerolo) |

|              |           |                                |
| Zaccagni 41’ | Marcatori | 56’ Candreva 68’ Fazio 76’ Dia |

| Arbitro: | Orsato (Schio) |

|  |           |                     |
|  | Marcatori | 29’ Felipe Anderson |

| Arbitro: | Santoro (Messina) |

|            |           |  |
| Romero 69’ | Marcatori |  |

| Arbitro: | Massa (Imperia) |

|                         |           |  |
| Kean 43’, 54’ Milik 90’ | Marcatori |  |

| Arbitro: | Marinelli (Tivoli) |

|                           |           |              |
| Strefezza 57’ Colombo 71’ | Marcatori | 14’ Immobile |

| Arbitro: | Pezzuto (Lecce) |

|                                 |           |                        |
| Felipe Anderson 2’ Zaccagni 54’ | Marcatori | 83’ Caputo 90+4’ Marin |

| Arbitro: | Pairetto (Nichelino) |

|  |           |                                             |
|  | Marcatori | 45+3’ (rig.) Zaccagni 90+4’ Felipe Anderson |

| Arbitro: | Di Bello (Brindisi) |

|                                                                              |           |  |
| Milinković-Savić 4’ Zaccagni 38’ Luis Alberto 67’ (rig.) Felipe Anderson 75’ | Marcatori |  |

#### Girone di ritorno
| Arbitro: | Colombo (Como) |

|           |           |              |
| Casale 8’ | Marcatori | 49’ González |

| Arbitro: | Ayroldi (Molfetta) |

|            |           |           |
| Ngonge 51’ | Marcatori | 45’ Pedro |

| Arbitro: | Orsato (Schio) |

|  |           |                            |
|  | Marcatori | 23’ Zappacosta 65’ Højlund |

| Arbitro: | Abisso (Palermo) |

|  |           |                          |
|  | Marcatori | 60’, 69’ (rig.) Immobile |

| Arbitro: | Colombo (Como) |

|                  |           |  |
| Luis Alberto 80’ | Marcatori |  |

| Arbitro: | Pairetto (Nichelino) |

|  |           |            |
|  | Marcatori | 67’ Vecino |

| Bologna 11 marzo 2023, ore 20:45 CET 26ª giornata | Bologna          | 0 – 0 referto | Lazio | Stadio Renato Dall'Ara (27 369 spett.)\| Arbitro: \| Maresca (Napoli) \| |
| Arbitro:                                          | Maresca (Napoli) |               |       |                                                                          |

| Arbitro: | Massa (Imperia) |

|              |           |  |
| Zaccagni 65’ | Marcatori |  |

| Arbitro: | Marcenaro (Genova) |

|  |           |                                |
|  | Marcatori | 13’ Pedro 56’ Milinković-Savić |

| Arbitro: | Di Bello (Brindisi) |

|                                   |           |            |
| Milinković-Savić 38’ Zaccagni 53’ | Marcatori | 42’ Rabiot |

| Arbitro: | Irrati (Pistoia) |

|  |           |                                                            |
|  | Marcatori | 36’ (rig.) Immobile 52’ Felipe Anderson 89’ Marcos Antônio |

| Arbitro: | Ghersini (Genova) |

|  |           |          |
|  | Marcatori | 43’ Ilić |

| Arbitro: | Guida (Torre Annunziata) |

|                              |           |                     |
| Martínez 78’, 90’ Gosens 83’ | Marcatori | 30’ Felipe Anderson |

| Arbitro: | Irrati (Pistoia) |

|                                 |           |  |
| Felipe Anderson 14’ Bašić 90+2’ | Marcatori |  |

| Arbitro: | Rapuano (Rimini) |

|                            |           |  |
| Bennacer 17’ Hernández 29’ | Marcatori |  |

| Arbitro: | Maresca (Napoli) |

|                                     |           |                  |
| Immobile 34’ Milinković-Savić 90+4’ | Marcatori | 45+2’, 54’ Oudin |

| Arbitro: | Pairetto (Nichelino) |

|  |           |                     |
|  | Marcatori | 61’ (rig.) Immobile |

| Arbitro: | Giua (Olbia) |

|                                    |           |                                 |
| Hysaj 4’ Milinković-Savić 38’, 89’ | Marcatori | 54’ Galdames 58’ (aut.) Lazzari |

| Arbitro: | Massimi (Termoli) |

|  |           |                                     |
|  | Marcatori | 48’ A. Romagnoli 90+2’ Luis Alberto |

### Coppa Italia

#### Fase finale
| Arbitro: | Baroni (Firenze) |

|                     |           |  |
| Felipe Anderson 33’ | Marcatori |  |

| Arbitro: | Maresca (Napoli) |

|            |           |  |
| Bremer 44’ | Marcatori |  |

### UEFA Europa League

#### Fase a gironi
| Arbitro: | de Burgos Bengoetxea |

|                                                     |           |                         |
| Luis Alberto 4’ Felipe Anderson 15’ Vecino 28’, 63’ | Marcatori | 69’ (rig.), 88’ Giménez |

| Arbitro: | Dabanović |

|                                                                      |           |                      |
| Paulinho 26’ Kaba 30’ Evander 52’ (rig.) Isaksen 67’ Sviatchenko 72’ | Marcatori | 57’ Milinković-Savić |

| Graz 6 ottobre 2022, ore 18:45 CEST 3ª giornata — Gruppo F | Sturm Graz | 0 – 0 referto | Lazio | Stadion Graz-Liebenau (14 171 spett.)\| Arbitro: \| Bastien \| |
| Arbitro:                                                   | Bastien    |               |       |                                                                |

| Arbitro: | Stegemann |

|                               |           |                 |
| Immobile 45’ (rig.) Pedro 71’ | Marcatori | 56’, 83’ Bøving |

| Arbitro: | Stefański |

|                                |           |            |
| Milinković-Savić 36’ Pedro 58’ | Marcatori | 8’ Isaksen |

| Arbitro: | Peljto |

|             |           |  |
| Giménez 64’ | Marcatori |  |

### UEFA Europa Conference League

#### Fase a eliminazione diretta
| Arbitro: | Pawson |

|                |           |  |
| Immobile 45+4’ | Marcatori |  |

| Cluj-Napoca 23 febbraio 2023, ore 18:45 CET Spareggi — Ritorno | CFR Cluj | 0 – 0 referto | Lazio | Stadio Constantin Rădulescu (15 955 spett.)\| Arbitro: \| Zwayer \| |
| Arbitro:                                                       | Zwayer   |               |       |                                                                     |

| Arbitro: | Nyberg |

|           |           |                         |
| Pedro 18’ | Marcatori | 45’ Paulidīs 62’ Kerkez |

| Arbitro: | Jug |

|                           |           |                     |
| Karlsson 28’ Paulidīs 62’ | Marcatori | 21’ Felipe Anderson |

## Statistiche
Statistiche aggiornate al 3 giugno 2023.

### Statistiche di squadra
| Competizione      | Punti | In casa | In casa | In casa | In casa | In casa | In casa | In trasferta | In trasferta | In trasferta | In trasferta | In trasferta | In trasferta | Totale | Totale | Totale | Totale | Totale | Totale | DR  |
| Competizione      | Punti | G       | V       | N       | P       | Gf      | Gs      | G            | V            | N            | P            | Gf           | Gs           | G      | V      | N      | P      | Gf     | Gs     | DR  |
| ----------------- | ----- | ------- | ------- | ------- | ------- | ------- | ------- | ------------ | ------------ | ------------ | ------------ | ------------ | ------------ | ------ | ------ | ------ | ------ | ------ | ------ | --- |
| Serie A           | 74    | 19      | 11      | 4       | 4       | 32      | 18      | 19           | 11           | 4            | 4            | 28           | 12           | 38     | 22     | 8      | 8      | 60     | 30     | +30 |
| Coppa Italia      | -     | 1       | 1       | 0       | 0       | 1       | 0       | 1            | 0            | 0            | 1            | 0            | 1            | 2      | 1      | 0      | 1      | 1      | 1      | 0   |
| Europa League     | 8     | 3       | 2       | 1       | 0       | 8       | 5       | 3            | 0            | 1            | 2            | 1            | 6            | 6      | 2      | 2      | 2      | 9      | 11     | -2  |
| Conference League | -     | 2       | 1       | 0       | 1       | 2       | 2       | 2            | 0            | 1            | 1            | 1            | 2            | 4      | 1      | 1      | 2      | 3      | 4      | -1  |
| Totale            | -     | 25      | 15      | 5       | 5       | 43      | 25      | 25           | 11           | 6            | 8            | 30           | 21           | 50     | 26     | 11     | 13     | 73     | 46     | +27 |

### Andamento in campionato
| Giornata  | 1 | 2 | 3 | 4 | 5 | 6 | 7 | 8 | 9 | 10 | 11 | 12 | 13 | 14 | 15 | 16 | 17 | 18 | 19 | 20 | 21 | 22 | 23 | 24 | 25 | 26 | 27 | 28 | 29 | 30 | 31 | 32 | 33 | 34 | 35 | 36 | 37 | 38 |
| --------- | - | - | - | - | - | - | - | - | - | -- | -- | -- | -- | -- | -- | -- | -- | -- | -- | -- | -- | -- | -- | -- | -- | -- | -- | -- | -- | -- | -- | -- | -- | -- | -- | -- | -- | -- |
| Luogo     | C | T | C | T | C | C | T | C | T | C  | T  | C  | T  | C  | T  | T  | C  | T  | C  | C  | T  | C  | T  | C  | T  | T  | C  | T  | C  | T  | C  | T  | C  | T  | C  | T  | C  | T  |
| Risultato | V | N | V | N | P | V | V | V | V | N  | V  | P  | V  | V  | P  | P  | N  | V  | V  | N  | N  | P  | V  | V  | V  | N  | V  | V  | V  | V  | P  | P  | V  | P  | N  | V  | V  | V  |
| Posizione | 1 | 4 | 1 | 4 | 9 | 7 | 4 | 4 | 3 | 5  | 3  | 5  | 3  | 2  | 4  | 5  | 5  | 4  | 3  | 3  | 4  | 6  | 5  | 4  | 3  | 3  | 2  | 2  | 2  | 2  | 2  | 2  | 2  | 3  | 4  | 2  | 2  | 2  |

Legenda:

Luogo: C = Casa; T = Trasferta. Risultato: V = Vittoria; N = Pareggio; P = Sconfitta.

### Statistiche dei giocatori
Nel conteggio delle reti realizzate si aggiunga una autorete a favore in campionato.
Sono in corsivo i giocatori che hanno lasciato la società a stagione in corso.
| Giocatore           | Serie A  | Serie A | Serie A     | Serie A    | Coppa Italia | Coppa Italia | Coppa Italia | Coppa Italia | Europa League | Europa League | Europa League | Europa League | Conference League | Conference League | Conference League | Conference League | Totale   | Totale | Totale      | Totale     |
| Giocatore           | Presenze | Reti    | Ammonizioni | Espulsioni | Presenze     | Reti         | Ammonizioni  | Espulsioni   | Presenze      | Reti          | Ammonizioni   | Espulsioni    | Presenze          | Reti              | Ammonizioni       | Espulsioni        | Presenze | Reti   | Ammonizioni | Espulsioni |
| ------------------- | -------- | ------- | ----------- | ---------- | ------------ | ------------ | ------------ | ------------ | ------------- | ------------- | ------------- | ------------- | ----------------- | ----------------- | ----------------- | ----------------- | -------- | ------ | ----------- | ---------- |
| M. Adamonis         | -        | -       | -           | -          | -            | -            | -            | -            | -             | -             | -             | -             | -                 | -                 | -                 | -                 | -        | -      | -           | -          |
| D. Anderson         | -        | -       | -           | -          | -            | -            | -            | -            | -             | -             | -             | -             | -                 | -                 | -                 | -                 | -        | -      | -           | -          |
| T. Bašić            | 25       | 1       | 2           | 0          | 1            | 0            | 0            | 0            | 4             | 0             | 0             | 0             | 2                 | 0                 | 0                 | 0                 | 32       | 1      | 2           | 0          |
| M. Bertini          | 1        | 0       | 0           | 0          | -            | -            | -            | -            | -             | -             | -             | -             | -                 | -                 | -                 | -                 | 1        | 0      | 0           | 0          |
| M. Cancellieri      | 20       | 0       | 4           | 0          | -            | -            | -            | -            | 6             | 0             | 1             | 0             | 4                 | 0                 | 0                 | 0                 | 30       | 0      | 5           | 0          |
| N. Casale           | 29       | 1       | 6           | 0          | 2            | 0            | 0            | 0            | 2             | 0             | 0             | 0             | 4                 | 0                 | 1                 | 0                 | 37       | 1      | 7           | 0          |
| D. Cataldi          | 29       | 0       | 5           | 0          | 2            | 0            | 0            | 0            | 6             | 0             | 1             | 0             | 2                 | 0                 | 0                 | 0                 | 39       | 0      | 6           | 0          |
| M. Fares            | -        | -       | -           | -          | -            | -            | -            | -            | -             | -             | -             | -             | -                 | -                 | -                 | -                 | -        | -      | -           | -          |
| Felipe Anderson     | 38       | 9       | 3           | 0          | 2            | 1            | 0            | 0            | 6             | 1             | 1             | 0             | 4                 | 1                 | 0                 | 0                 | 50       | 12     | 4           | 0          |
| M. Gila             | 4        | 0       | 0           | 0          | -            | -            | -            | -            | 5             | 0             | 1             | 0             | 3                 | 0                 | 0                 | 0                 | 12       | 0      | 1           | 0          |
| E. Hysaj            | 34       | 1       | 3           | 0          | 1            | 0            | 0            | 0            | 6             | 0             | 0             | 0             | 2                 | 0                 | 1                 | 0                 | 43       | 1      | 4           | 0          |
| C. Immobile         | 31       | 12      | 3           | 0          | 1            | 0            | 0            | 0            | 4             | 1             | 1             | 0             | 2                 | 1                 | 1                 | 0                 | 38       | 14     | 5           | 0          |
| D. Kamenović        | -        | -       | -           | -          | -            | -            | -            | -            | -             | -             | -             | -             | -                 | -                 | -                 | -                 | -        | -      | -           | -          |
| M. Lazzari          | 27       | 0       | 8           | 0          | 2            | 0            | 0            | 0            | 3             | 0             | 3             | 1             | 4                 | 0                 | 0                 | 0                 | 36       | 0      | 11          | 1          |
| Luis Alberto        | 35       | 6       | 4           | 0          | 2            | 0            | 1            | 0            | 4             | 1             | 0             | 0             | 3                 | 0                 | 0                 | 0                 | 44       | 7      | 5           | 0          |
| Marcos Antônio      | 16       | 1       | 2           | 0          | 2            | 0            | 0            | 0            | 3             | 0             | 0             | 0             | 1                 | 0                 | 0                 | 0                 | 22       | 1      | 2           | 0          |
| A. Marušić          | 33       | 0       | 8           | 1          | 2            | 0            | 0            | 0            | 6             | 0             | 1             | 0             | 3                 | 0                 | 0                 | 0                 | 44       | 0      | 9           | 1          |
| L. Maximiano        | 1        | 0       | 0           | 1          | 2            | -1           | 0            | 0            | -             | -             | -             | -             | 3                 | -2                | 0                 | 0                 | 6        | -3     | 0           | 1          |
| S. Milinković-Savić | 36       | 9       | 10          | 0          | 2            | 0            | 0            | 0            | 6             | 2             | 0             | 0             | 3                 | 0                 | 1                 | 0                 | 47       | 11     | 11          | 0          |
| R. Moro             | -        | -       | -           | -          | -            | -            | -            | -            | -             | -             | -             | -             | -                 | -                 | -                 | -                 | -        | -      | -           | -          |
| Patric              | 18       | 0       | 1           | 0          | 2            | 0            | 0            | 0            | 4             | 0             | 2             | 0             | 2                 | 0                 | 0                 | 1                 | 26       | 0      | 3           | 1          |
| Pedro               | 36       | 5       | 2           | 0          | 2            | 0            | 0            | 0            | 5             | 2             | 1             | 0             | 3                 | 1                 | 0                 | 0                 | 46       | 8      | 3           | 0          |
| L. Pellegrini       | 7        | 0       | 3           | 0          | -            | -            | -            | -            | -             | -             | -             | -             | 1                 | 0                 | 1                 | 0                 | 8        | 0      | 4           | 0          |
| I. Provedel         | 38       | -30     | 1           | 0          | -            | -            | -            | -            | 6             | -11           | 0             | 0             | 1                 | -2                | 0                 | 0                 | 45       | -43    | 1           | 0          |
| Ș. Radu             | 1        | 0       | 1           | 0          | -            | -            | -            | -            | 2             | 0             | 0             | 0             | -                 | -                 | -                 | -                 | 3        | 0      | 1           | 0          |
| A. Romagnoli        | 34       | 2       | 6           | 0          | 2            | 0            | 0            | 0            | 4             | 0             | 2             | 0             | 2                 | 0                 | 0                 | 0                 | 42       | 2      | 8           | 0          |
| L. Romero           | 6        | 1       | 0           | 0          | 1            | 0            | 0            | 0            | 3             | 0             | 2             | 1             | 2                 | 0                 | 0                 | 0                 | 12       | 1      | 2           | 1          |
| M. Vecino           | 32       | 2       | 6           | 0          | 2            | 0            | 0            | 0            | 6             | 2             | 1             | 0             | 4                 | 0                 | 1                 | 0                 | 44       | 4      | 8           | 0          |
| M. Zaccagni         | 35       | 10      | 9           | 0          | 2            | 0            | 2            | 0            | 5             | 0             | 1             | 0             | 3                 | 0                 | 1                 | 0                 | 45       | 10     | 13          | 0          |